# Антоний (Зыбелин)
Архиепископ Антоний (в миру Алексей Герасимович Герасимов-Зыбелин; ок. 1730, Москва — 27 сентября (8 октября) 1797, Макариев Желтоводский монастырь) — епископ Русской православной церкви, архиепископ Казанский и Свияжский.

## Биография
Вместе с братом Семёном Зыбелиным, будущим профессором Московского университета обучался в Московской Славяно-Греко-Латинской академии.
По окончании курса академии был посвящён в Москве во диакона.
Овдовев, в 1760 году пострижен в монашество с именем Антоний.
В 1760 года служил учителем грамматики и инфимы. В 1761 году иеромонах Антоний служил учителем синтаксимы, в 1762 году — учителем пиитики, в 1763 году — проповедником, а в конце этого года Антоний стал префектом Московской академии и учителем философии.
В марте 1768 года он определен ректором той же академии, в апреле назначен настоятелем Заиконоспасского монастыря с возведением в сан архимандрита.
10 октября 1770 года хиротонисан в Москве во епископа Архангелогородского и Холмогорского.
Основной заботой преосвященного Антония было развитие духовного просвещения. Прибыв в Архангелогородскую епархию, он обратил особое внимание на устройство местной семинарии. Для большего развития духовенства он ввел в круг семинарских предметов богословие, философию, математику.
С 9 июля 1773 года — епископ Нижегородский и Алатырский.
В Нижегородской епархии им открыты духовные училища в городах Алатыре, Саранске, Курмыше, Лыскове и др. Он первый ввёл порядок произнесения проповедей по расписанию по всей епархии. В 1779 году принимал деятельное участие в открытии и устройстве Нижегородского наместничества.
По поручению императрицы Екатерины II преосвященным Антонием открыты наместничества в Симбирске и Казани, за что он был награждён драгоценной панагией, которая хранилась в Нижегородском кафедральном соборе.
Заботился о распространении христианской веры среди инородцев.
В Нижегородской епархии об архиепископе Антонии сложилось мнение как об архипастыре строгом, мудром и благоразумном. Во время пугачевского движения проявил особенную деятельность по успокоению своей возмутившейся паствы.
25 апреля 1782 года переведён в Казань с возведением в сан архиепископа.
5 марта 1785 года по состоянию здоровья уволен на покой в Нижегородский Желтоводский монастырь с правом управления им.
Скончался 27 сентября 1797 года и был погребен под папертью Троицкого собора Желтоводского монастыря.

## Сочинения
- Слова при начале и окончании открытия наместничества Нижегородского. М., 1780. СПб., 1802;
- Слова при начале и окончании открытия Симбирского наместничества. СПб., 1781. М., 1782;
- Слова при начале и окончании открытия Казанского наместничества. М., 1782;
- Двинский Летописец // Древняя российская вивлиофика, содержащая в себе: собрание древностей российских, до истории, географии и генеалогии российских касающихся: в 20 ч. — 2-е изд. — М., 1788—1791, т. 18
- Краткие сведения о Нижнем Новгороде // «Русская беседа». — М., 1860, кн. 2, с. 254—258.